# آنی ربورن
آنی ربورن (به انگلیسی: Anni Rehborn) (زادهٔ ۲۰ نوامبر ۱۹۰۷) شناگر اهل آلمان است.